# Builder (patrón de diseño)
Como patrón de diseño, el patrón builder (Constructor) se usa para permitir la creación de una variedad de objetos complejos desde un objeto fuente (Producto), el objeto fuente se compone de una variedad de partes que contribuyen individualmente a la creación de cada objeto complejo a través de un conjunto de llamadas secuenciales a una implementación específica que extienda la clase Abstract Builder. Así, cada implementación existente de Abstract Builder construirá un objeto complejo Producto de una forma diferente deseada.
El patrón builder es creacional.
A menudo, el patrón builder construye el patrón Composite, un patrón estructural.
Intención: Abstrae el proceso de creación de un objeto complejo, centralizando dicho proceso en un único punto, de tal forma que el mismo proceso de construcción pueda crear representaciones diferentes. 

## Diagrama de clases
- Builder
  - clase abstracta para crear productos.

- Concrete Builder
  - implementación del Builder
  - construye y reúne las partes necesarias para construir los productos

- Director
  - construye un objeto, un producto concreto, usando el patrón Builder configurando el Concrete Builder a usar.

- Producto
  - El objeto complejo bajo construcción

## Ventajas
•	Reduce el acoplamiento. 

•	Permite variar la representación interna de estructuras complejas, respetando la interfaz común de la clase Builder. 

•	Se independiza el código de construcción de la representación. Las clases concretas que tratan las representaciones internas no forman parte de la interfaz del Builder. 

•	Cada ConcreteBuilder tiene el código específico para crear y modificar una estructura interna concreta. 

•	Distintos Director con distintas utilidades (visores, parsers, etc) pueden utilizar el mismo ConcreteBuilder. 

•	Permite un mayor control en el proceso de creación del objeto. El Director controla la creación paso a paso, solo cuando el Builder ha terminado de construir el objeto lo recupera el Director. 

## Ejemplos

### Java
```
/** "Producto" */

class
 
Pizza
 
{

    
private
 
String
 
masa
;

    
private
 
String
 
salsa
;

    
private
 
String
 
relleno
;

 

    
public
 
void
 
setMasa
(
String
 
masa
)
     
{
 
this
.
masa
 
=
 
masa
;
 
}

    
public
 
void
 
setSalsa
(
String
 
salsa
)
     
{
 
this
.
salsa
 
=
 
salsa
;
 
}

    
public
 
void
 
setRelleno
(
String
 
relleno
)
 
{
 
this
.
relleno
 
=
 
relleno
;
 
}

}

 

 

/** "Abstract Builder" */

abstract
 
class
 
PizzaBuilder
 
{

    
protected
 
Pizza
 
pizza
;

 

    
public
 
Pizza
 
getPizza
()
 
{
 
return
 
pizza
;
 
}

 

    
public
 
abstract
 
void
 
buildMasa
();

    
public
 
abstract
 
void
 
buildSalsa
();

    
public
 
abstract
 
void
 
buildRelleno
();

}

 

/** "ConcreteBuilder" */

class
 
HawaiPizzaBuilder
 
extends
 
PizzaBuilder
 
{

    
public
 
HawaiPizzaBuilder
(){
super
.
pizza
 
=
 
new
 
Pizza
();}

    
public
 
void
 
buildMasa
()
   
{
 
pizza
.
setMasa
(
"suave"
);
 
}

    
public
 
void
 
buildSalsa
()
   
{
 
pizza
.
setSalsa
(
"dulce"
);
 
}

    
public
 
void
 
buildRelleno
()
 
{
 
pizza
.
setRelleno
(
"chorizo+alcachofas"
);
 
}

}

 

/** "ConcreteBuilder" */

class
 
PicantePizzaBuilder
 
extends
 
PizzaBuilder
 
{

    
public
 
PicantePizzaBuilder
(){
super
.
pizza
 
=
 
new
 
Pizza
();}

    
public
 
void
 
buildMasa
()
   
{
 
pizza
.
setMasa
(
"cocido"
);
 
}

    
public
 
void
 
buildSalsa
()
   
{
 
pizza
.
setSalsa
(
"picante"
);
 
}

    
public
 
void
 
buildRelleno
()
 
{
 
pizza
.
setRelleno
(
"pimienta+salchichón"
);
 
}

}

 

 

/** "Director" */

class
 
Cocina
 
{

    
private
 
PizzaBuilder
 
pizzaBuilder
;

 

    
public
 
void
 
setPizzaBuilder
(
PizzaBuilder
 
pb
)
 
{
 
pizzaBuilder
 
=
 
pb
;
 
}

    
public
 
Pizza
 
getPizza
()
 
{
 
return
 
pizzaBuilder
.
getPizza
();
 
}

 

    
public
 
void
 
construirPizza
()
 
{

       
pizzaBuilder
.
buildMasa
();

       
pizzaBuilder
.
buildSalsa
();

       
pizzaBuilder
.
buildRelleno
();

    
}

}

 

 

/** Un cliente pidiendo una pizza. */

class
 
BuilderExample
 
{

    
public
 
static
 
void
 
main
(
String
[]
 
args
)
 
{

        
Cocina
 
cocina
 
=
 
new
 
Cocina
();

        
PizzaBuilder
 
hawai_pizzabuilder
 
=
 
new
 
HawaiPizzaBuilder
();

        
PizzaBuilder
 
picante_pizzabuilder
 
=
 
new
 
PicantePizzaBuilder
();

 

        
cocina
.
setPizzaBuilder
(
 
hawai_pizzabuilder
 
);

        
cocina
.
construirPizza
();

 

        
Pizza
 
pizza
 
=
 
cocina
.
getPizza
();

    
}

}

/** 

 *  2da opción para el abstract builder quizá más transparente para su uso.

 *  Dentro del crear se llaman los métodos build.

 *  Es válido siempre y cuando no se necesite alterar

 *  el orden del llamado a los "build's".

 */

abstract
 
class
 
OtroPizzaBuilder
 
{

    
protected
 
Pizza
 
pizza
;

 

    
public
 
Pizza
 
getPizza
()
 
{
 
return
 
pizza
;
 
}

    
public
 
void
 
crearNuevaPizza
()
 
{
 

           
pizza
 
=
 
new
 
Pizza
();
 

           
buildMasa
();

           
buildSalsa
();

           
buildRelleno
();

    
}

 

    
public
 
abstract
 
void
 
buildMasa
();

    
public
 
abstract
 
void
 
buildSalsa
();

    
public
 
abstract
 
void
 
buildRelleno
();

}

/** "Director" */

class
 
OtraCocina
 
{

    
private
 
OtroPizzaBuilder
 
pizzaBuilder
;

 

 

    
public
 
void
 
construirPizza
()
 
{

       
pizzaBuilder
.
crearNuevaPizza
();

       
//notar que no se necesita llamar a cada build.

    
}

}

```

Otro ejemplo sobre este patrón
```
public
 
class
 
BuildPattern
 
{

	
public
 
void
 
main
(
String
 
args
[]
){

		
MakeAMovie
 
makeAMovie
 
=
 
new
 
MakeAMovie
(
new
 
Rambo
());

		
makeAMovie
.
filmMovie
();

		
Movie
 
movie
 
=
 
makeAMovie
.
seeMovie
();

		
System
.
out
.
println
(
movie
.
genere
);

		
System
.
out
.
println
(
movie
.
name
);

		
System
.
out
.
println
(
movie
.
duration
);

	
}

	

	
/**

	 * First step we need the movie

	 */

	
public
 
class
 
Movie
{

		
public
 
String
 
name
;

		
public
 
String
 
genere
;

		
public
 
int
 
duration
;

		

		
public
 
void
 
setName
(
String
 
name
){

			
this
.
name
=
name
;

		
}

		
public
 
void
 
setGenere
(
String
 
genere
){

			
this
.
genere
=
genere
;

		
}

		
public
 
void
 
setDuration
(
int
 
duration
){

			
this
.
duration
=
duration
;

		
}

	
}

	

	
/**

	 * Second step: we need a studio to make the movie

	 */

	
abstract
 
class
 
BuilderMovieStudioAbstract
{

		
Movie
 
movie
 
=
 
new
 
Movie
();

		

		
abstract
 
void
 
buildName
();

		
abstract
 
void
 
buildGenere
();

		
abstract
 
void
 
buildDuration
();

		

		
Movie
 
getMovie
(){

			
return
 
movie
;

		
}

	
}

	

	
/**

	 * Third step: we need an idea to film that movie

	 */

	
public
 
class
 
Rambo
 
extends
 
BuilderMovieStudioAbstract
{

		
void
 
buildDuration
()
 
{

			
movie
.
setDuration
(
120
);

		
}

		
void
 
buildGenere
()
 
{

			
movie
.
setGenere
(
"Action"
);

		
}

		
void
 
buildName
()
 
{

			
movie
.
setName
(
"Rambo"
);

		
}

	
}

	

	
/**

	 * Last Step: we make the movie

	 */

	
public
 
class
 
MakeAMovie
{

		
private
 
final
 
BuilderMovieStudioAbstract
 
abstractMovie
;

		

		
public
 
MakeAMovie
(
BuilderMovieStudioAbstract
 
abstractMovie
)
 
{

			
this
.
abstractMovie
=
abstractMovie
;

		
}

		
public
 
void
 
filmMovie
()
 
{

			
abstractMovie
.
buildName
();

			
abstractMovie
.
buildGenere
();

			
abstractMovie
.
buildDuration
();

		
}

		
public
 
void
 
seeMovie
()
 
{

			
abstractMovie
.
getMovie
();

		
}

	
}

}

```

## Clarificaciones

### Reutilización de instancias
Cuando uno ve la estructura del patrón, incluido el diagrama UML, y sobre todo tras observar la clase Cocina del primer ejemplo Java se podría pensar que el patrón Builder a su vez usa del patrón State pero orientado a la creación de objetos únicamente pero no esto no es, para nada, indispensable.
Hay que advertir siguiendo el nombrado de clases de los ejemplos, que los elementos Concrete Builder de la primera opción del primer ejemplo (HawaiPizzaBuilder y PicantePizzaBuilder) y el elemento Director (MakeAMovie) del segundo ejemplo solo deben usarse una vez y ser desechados ya que cualquier otro intento posterior de volver a utilizarlos llamando al método de construcción del Director estaría obteniéndose de nuevo el Producto anterior y no una nueva instancia. Así, se debe instanciar cada vez que se quiera construir un nuevo Producto, bien el Concrete Builder o bien el Director respectivamente.
Esto no pasa con la segunda opción del primer ejemplo ya que el elemento Builder devuelve una nueva instancia cada vez que es llamado por el método de construcción del Director y, así, se puede decir que cumple el patrón State y que su uso puede generar menos errores aunque las otras opciones siguen siendo perfectamente válidas. Lo único que objetar es que esta segunda opción sigue sin ser thread-safe, ninguna de ellas lo es; si quisiéramos aportarle este concepto de una forma fácil se puede usar Almacenamiento thread-local o hacer que los métodos de cada Concrete Builder reciban como argumento el producto concreto a modificar.

### Terminología Builder
En los últimos años, se ha extendido la terminología Builder al concepto de autogeneración, o de forma manual, de código en clases, donde se añaden métodos Setters, uno por cada atributo de la clase y de nombre igual a la variable, donde además de configurar el valor devuelven la propia instancia del objeto permitiendo el encadenamiento de llamadas sucesivas para que de una forma compacta, declarativa y legible se pueda aportar los valores requeridos en la instancia. Además, incluso se puede proveer un método Builder en la clase que construya toda la clase. Si bien esto es una buena metodología para generar código limpio no debe confundirse con el patrón definido ya que fácilmente se puede chequear que no aporta los elementos necesarios del diagrama de clases ni, por ende, con las colaboraciones necesarias entre estos.
Si bien es cierto que una implementación no demasiado estricta del patrón de diseño Builder podría hacer uso internamente de esta metodología.